# Port Glasgow Athletic Football Club
Il Port Glasgow Athletic Football Club, noto anche come Port Glasgow Athletic, era una società calcistica scozzese con sede nella città di Port Glasgow, partecipante dal 1893 al 1911 al campionato di calcio scozzese e oggi attiva solo a livello amatoriale.

## Storia
Fondato nel 1878 come Broadfield F.C., cambiò denominazione in Port Glasgow A.F.C. tre anni più tardi. Esordì nei campionati nazionali nella stagione 1893-94, partecipando alla Scottish Division Two, dove registrò tra i migliori piazzamenti tre terzi posti (1894-95, 1898-99, quando raggiunse anche le semifinali di Scottish Cup, e 1899-00), il secondo posto nel 1897-98 e il primo posto nel 1901-02 che gli valse la promozione in massima serie. Fu undicesimo (penultimo) in Division One 1902-1903, poi nono nella stagione 1903-04, suo migliore piazzamento. Successivamente fu ancora semifinalista di Scottish Cup nel 1906, mentre in campionato arrivò sempre in bassa classifica fino al 1909-10, anno in cui retrocesse, non rieletto, dopo 8 stagioni consecutive in Division One. Tornato in Division Two, il club si classificò penultimo nella stagione 1910-11, dopodiché si ritirò dai campionati nazionali (in cui subentrò il St. Johnstone) e nel 1912 si dissolse.
Dopo più di un secolo, il Port Glasgow Athletic è stato rifondato nel 2018 e iscritto al campionato amatoriale Strathclyde Saturday Morning Amateur Football League (SSMAFL) e disputa le partite casalinghe allo stadio Parklea.

## Palmarès

### Competizioni nazionali
- Scottish Championship: 1

1901-1902

### Competizioni regionali
- Scottish Qualifying Cup: 1

1902
- Renfrewshire FA Cup: 5

1885, 1895, 1896, 1900, 1909

### Altri piazzamenti
- Scottish Championship:

Secondo posto: 1897-1898
Terzo posto: 1894-1895, 1898-1899, 1899-1900
- Coppa di Scozia:

Semifinalista: 1898-1899, 1905-1906

## Statistiche e record

### Partecipazione ai campionati
| Livello | Categoria             | Partecipazioni | Debutto   | Ultima stagione | Totale |
| ------- | --------------------- | -------------- | --------- | --------------- | ------ |
| 1°      | Scottish Division One | 8              | 1902-1903 | 1909-1910       | 8      |
| 2°      | Scottish Division Two | 10             | 1893-1894 | 1910-1911       | 10     |